# Kangarudy
Kangarudy è un videogioco d'azione del 1992 per Commodore 64, che rappresenta l'assurdo viaggio di un veicolo con sopra un canguro che salta in continuazione. Venne sviluppato dalla Haip Software, etichetta di Bamberga appartenente a Hans Ippisch, autrice di alcuni titoli per Commodore 64 tra cui Danger Freak e Ugh!, e pubblicato inizialmente come numero di gennaio/febbraio 1992 di Golden Disk 64, collana tedesca di giochi su floppy disk edita in edicola da CP Verlag, nata come speciale della rivista su floppy Magic Disk 64. Nel 1993 la Haip Software pubblicò autonomamente Kangarudy II: The Adventure Continues..., chiamato solo Kangarudy 2 a video, distribuito normalmente a prezzo pieno, che di fatto è sostanzialmente lo stesso Kangarudy uscito in edicola, con piccole modifiche alla parte introduttiva.
Una versione di Kangarudy per Amiga era in sviluppo, ma non venne mai realizzata.

## Trama
Rudy, un animalista di Berlino, scopre che un macellaio sta per uccidere un canguro e decide di salvarlo. Nella sequenza animata introduttiva Rudy usa il suo camioncino per sfondare la gabbia del macellaio e liberare il canguro. Farà quindi un viaggio intorno al mondo, in camion e in motoscafo, per riportare il canguro da Berlino all'Australia. Rudy si guadagna così il soprannome di Kangarudy (da kangaroo, "canguro"). Il canguro però non riesce a stare senza saltare e Rudy non vuole imprigionarlo durante il viaggio, perciò tiene un tappeto elastico sul cassone scoperto del camioncino o una pila di materassi sul motoscafo, sui quali il canguro fa continuamente dei grandi balzi verticali, correndo il rischio di cadere fuori dal mezzo.

## Modalità di gioco
A inizio partita si sceglie uno tra quattro possibili percorsi per l'Australia, di difficoltà crescente, identificati da una diversa città di arrivo. Ogni percorso, mostrato su un planisfero, passa in diverse zone del mondo ed è composto da una diversa sequenza di tappe di terra e di mare.
In ogni tappa si guida il camioncino oppure il motoscafo lungo un percorso lineare con visuale di lato a scorrimento orizzontale verso destra. Il canguro salta automaticamente e il mezzo deve accelerare e frenare per cercare di far atterrare sempre il canguro sopra la piattaforma elastica trasportata. Se il canguro finisce a terra o in acqua perde una vita, mentre se atterra sulle parti non elastiche del mezzo può farla perdere a Rudy, schiacciando l'abitacolo del camion o catapultandolo fuori dalla barca.
Il canguro ha una riserva limitata di paracadute che possono essere attivati per rallentare la caduta e facilitarne il recupero. Ha anche una riserva di zaini a razzo che lo fanno temporaneamente volare in orizzontale. Il canguro può anche uscire momentaneamente fuori dallo schermo, ma non è un problema finché non atterra.
La piattaforma elastica può essere gradualmente alzata e abbassata dal giocatore, aumentando o diminuendo l'altezza di tutti i salti del canguro.
Si può anche sterzare, ma questo non ha generalmente un effetto sui movimenti del mezzo, tranne in alcuni punti in cui si devono evitare determinati ostacoli: ci sono ad esempio bivi con strade interrotte per il camion, o fari sui quali può sbattere sia la barca sia il canguro.
Sul camion si dispone inoltre del clacson, che serve a far scappare i conigli e i ricci che non devono essere investiti, mentre sulla barca si possono usare spray o pistola ad acqua per non essere infastiditi da squali o polpi.
Le vite sono rappresentate da tre simboli di Rudy, del veicolo e del canguro, ciascuno composto da quattro pezzi che si cancellano progressivamente a seconda del tipo di errore che si fa; la partita termina quando uno qualsiasi dei tre esaurisce le vite.
In aria si incontrano palloncini che il canguro può scoppiare, e a seconda del colore possono far ottenere rifornimenti di paracadute o di zaini a razzo; inoltre scoppiandone uno di ciascuno dei quattro colori si compone la scritta RUDY che ricarica tutti i tre tipi di vite.
Gli sfondi variano tra le tappe e il canguro a volte indossa vestiti per l'occasione, come un'incerata o pantaloncini e occhiali da sole. 
Alcune tappe sono caratterizzate dalla nebbia, che offusca solo leggermente la visuale, o dalla notte, dove tutto è incolore e il canguro è invisibile a eccezione di una striscia illuminata da un faretto montato sul mezzo, che cerca di puntare automaticamente sul canguro.
Un sistema di password permette di ricominciare da tappe avanzate.

### Sequenze bonus
Tra una tappa e l'altra può esserci un livello bonus di intermezzo che rappresenta un sogno di Rudy. Nel sogno un aereo sorvola un pascolo a scorrimento orizzontale e Rudy deve gettarsi più volte dall'aereo, penzolando legato a una corda elastica, allo scopo di afferrare una alla volta le pecore, evitando i cactus e i pastori che agitano bastoni. Il giocatore controlla solo il lancio dall'aereo e la presa della pecora, con il pulsante di fuoco. Lo scopo è solo un punteggio bonus; in caso di errore si interrompe il sogno, ma non si perdono vite.

### Multigiocatore
È disponibile la modalità multigiocatore per due giocatori in cooperazione simultanea. In questo caso, mentre il primo giocatore continua a controllare normalmente il mezzo, il secondo giocatore ha la possibilità di influenzare il salto del canguro, mandandolo più a sinistra o più a destra. Il secondo giocatore assume inoltre il controllo del paracadute e dello zaino a razzo. Nelle sequenze dei sogni, un giocatore controlla il lancio e uno la presa.

## Pure Seed
Sul disco di Kangarudy 2 è incluso come extra il videogioco sparatutto Pure Seed, anch'esso realizzato da Hans Ippisch con il marchio Haip e pubblicato originariamente in edicola, nel numero di aprile 1991 della rivista mensile su floppy Game On, anch'essa derivata da Magic Disk 64. In Pure Seed si controlla un'astronave in un ambiente a scorrimento bidirezionale nello stile di Defender, con il compito di distruggere i velivoli nemici, ma anche di raccogliere e rilanciare periodicamente una sfera rimbalzante, prima che il rimbalzo si smorzi completamente.